# Остаф'єво (аеропорт)
Міжнародний аеропорт «Остаф'єво» (IATA: OSF, ICAO: UUMO) — один з п'яти міжнародних аеропортів в Москві. Розташований у межах Москви в Новомосковському адміністративному окрузі поряд з Південним Бутово Південно-Західного округу.
Створений як аеродром НКВС у 1934 році, пізніше був переданий до Міністерства оборони і став військовим летовищем. Реконструйовано «Газпромавіа» та відкритий для цивільних рейсів у 2000 році.
Аеродром класу В, станом на 2011 рік здатний приймати літаки Іл-20, Ан-12, Ан-74, Іл-18, Як-42, Ту-134 (з обмеженнями по шуму), Boeing-737 (з обмеженнями по вазі), Falcon-900/2000 та інші більш легкі, а також гелікоптери всіх типів.

## Опис

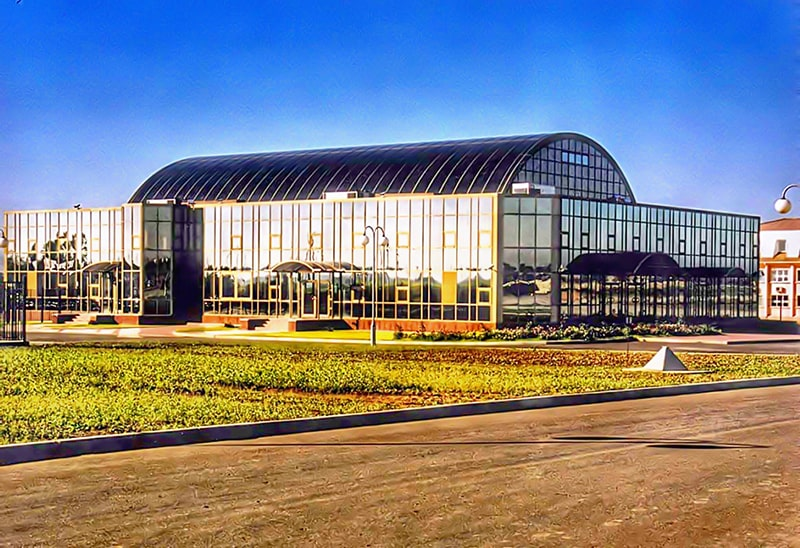
Будівля аеропорту Остаф'єво

Аеропорт належить Міністерству оборони РФ і експлуатується спільно з дочірнім підприємством ВАТ «Газпром» — «Газпромавіа». Базовий аеропорт «Газпромавіа».
На підставі наказу Міністерства транспорту, підписаного в червні 2007 року, в аеропорту Остаф'єво відкрито пункт пропуску через державний кордон, отримано сертифікати відповідності на всі види аеропортової діяльності та забезпечення обслуговування внутрішніх та міжнародних повітряних перевезень.
Останнім часом Остаф'єво, що позиціонує себе як міжнародний бізнес-аеропорт, готовий надавати клієнтам послуги з наземного обслуговування та базування повітряних суден ділової авіації, заправці паливом, забезпечення бортовим харчуванням, надати візову підтримку, послуги трансферу та бронювання готелів для екіпажів, забезпечити проходження митних та прикордонних процедур, надати аеронавігаційну інформацію та організаційне забезпечення польотів повітряних суден, у тому числі штурманське супровід зарубіжних повітряних суден при польотах на території Російської Федерації.
На території Остаф'єво працюють сертифіковані центри технічного обслуговування та ремонту літаків бізнес-авіації та гелікоптерів EC-120B Colibri. Аеропортовий комплекс має 26 стоянок для повітряних суден та дві опалювальних ангарних комплексів на чотири повітряних судна. Місця в ангарах обладнані електроживленням. Буксирування та розстановка повітряних суден в ангарах здійснюється за допомогою універсальних тягачів. Обладнана площадка, призначена для обробки та миття повітряних суден. Завершується будівництво ангарного комплексу на 5 літаків ділової авіації. Пасажирський термінал аеропорту може обслуговувати до 70 пасажирів на годину на внутрішніх авіалініях і 40 пасажирів на годину — на міжнародних авіалініях. Перон аеродромного комплексу має дванадцять місць стоянок для повітряних суден різного класу. Перонні стоянки розташовані в крокової доступності від пасажирського терміналу аеропорту.
Також на аеродромі дислокується 7 055-я гвардійська авіаційна база морської авіації ВМФ Росії (до 2009 року — 46-й окремий транспортний авіаційний полк), на озброєнні якої складаються літаки Ан-26, Ан-24 та Ан-72.
На аеродромі знаходиться також один з небагатьох збережених у світі літаючих літаків Іл-14. У Остаф'єво є ще один фюзеляж Іл-14 — в стані, що не підлягає реконструкції.
Для зручності транспортного сполучення з Москвою аеропорт Остаф'єво веде реконструкцію під'їзної автодороги до аеропорту від Калузького шосе.
На території аеродрому розташоване на зберіганні єдиний у Газпромавіа літак Ту-134. У 2005-2006 роках на аеродромі виконувалися технічні польоти на Ту-134, але через обмеження по шуму вони не увійшли в практику.

## Цікаві факти
- У 1803 р. в Остаф'єво, що належав тоді князю А. І. Вяземському (батьку П. А. В'яземського), приземлилася на повітряній кулі перша російська повітроплавчиня княгиня П. Ю. Гагаріна. Відома повітряна куля довгий час після цього зберігалася у садибі Остаф'єво.
- У другій половині 1940-х років аеродром Остаф'єво вже використовувався як аеропорт: звідси на літаках Лі-2 виконувалися регулярні поштово-пасажирські та вантажно-пасажирські авіарейси в різні міста СРСР (Ворошиловград, Грозний, Дніпропетровськ, Краснодар, Одеса, Ростов-на-Дону та інші) [1].
- Влада Москви на початку 2000-х років намагалися домогтися закриття летовища Остаф'єво, оскільки він заважав забудові багатоповерховими будинками села Старонікільське, що входить в район Південне Бутово та розташована в зоні шумового впливу аеропорту. Але «Газпром» з такими планами рішуче не погодився[2].
- З травня 2009 року аеродром має сертифікат прийому літака Boeing-737-700.
- Літаки, які злітають з аеродрому Остаф'єво, на висоті менш 1 000 м пролітають також над новозбудованих кварталами Щербинки (1, 2 і 3 мікрорайони Щербинки, мікрорайони Індустріальний та Південний).
- З 2010 року на території аеродрому Остаф'єво базуються кілька гелікоптерів державної установи «Московський авіаційний центр» (ГУ МАЦ) ДОНС міста Москви: Ка-32, EC-135/145, Мі-26 [3].
- До складу військових підрозділів аеродромного обслуговування входять військові частини ВМФ. Військовослужбовці, які проходять строкову службу в цих підрозділах, носять флотську форму та флотські ж військові звання — матросів та старшин.